# Presidential Citizens Medal

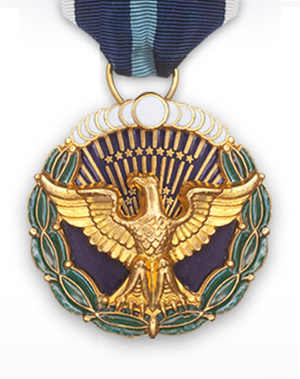
Medalha presidencial de cidadãos

A Presidential Citizens Medal é um prêmio concedido pelo Presidente dos Estados Unidos. É o segundo mais significativo prêmio civil dos Estados Unidos, sendo o mais significativo a Medalha Presidencial da Liberdade. Estabelecida por ordem executiva em 13 de novembro de 1969, pelo presidente Richard Nixon, reconhece um indivíduo "que realizou atos ou serviços exemplares para o seu país ou concidadãos". Apenas cidadãos dos Estados Unidos são elegíveis para a medalha, que pode ser concedida postumamente.

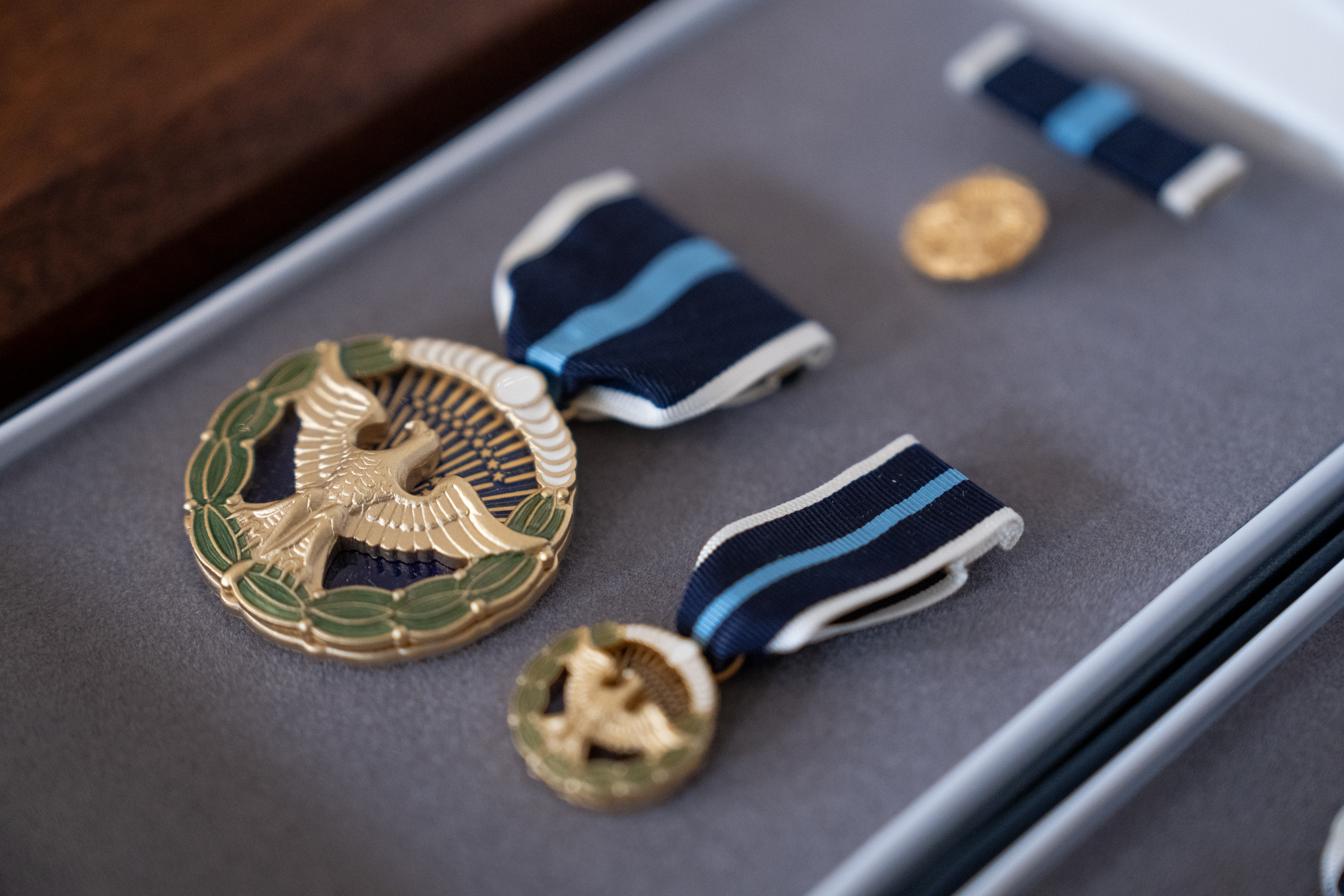
2025

A medalha é um disco de dourado e esmaltado, baseado no Selo do Presidente dos Estados Unidos, com a águia cercada por uma coroa de folhas. A medalha é suspensa em uma fita azul escuro com uma faixa central azul clara e listras brancas na borda.

## Recipientes
| Recipiente                           | Ano  | Notas        |
| ------------------------------------ | ---- | ------------ |
| Henry "Hank" Aaron                   | 2001 |              |
| Albert Abramson                      | 1998 |              |
| David M. Abshire                     | 1989 |              |
| Clarence Alexander                   | 2011 |              |
| Muhammad Ali                         | 2001 |              |
| Juan Andrade, Jr.                    | 2001 |              |
| Richard Lee Armitage                 | 1989 |              |
| Brooke Astor                         | 1988 |              |
| Hubert Dickey Ballantine             | 1981 |              |
| Arnold O. Beckman                    | 1989 |              |
| Ezra Taft Benson                     | 1989 |              |
| Mitchell Besser                      | 2008 |              |
| James H. Billington                  | 2008 |              |
| Forrest Bird                         | 2008 |              |
| Milly Bloomquist                     | 2011 |              |
| James Scott Brady                    | 1989 |              |
| T. Berry Brazelton                   | 2012 |              |
| Ward Brehm                           | 2008 |              |
| Ruby Bridges                         | 2001 |              |
| Roberta Diaz Brinton                 | 2010 |              |
| Daisy M. Brooks                      | 2010 |              |
| Ronald H. Brown                      | 2001 | (posthumous) |
| William F. Buckley, Jr.              | 1989 |              |
| Adam Burke                           | 2012 |              |
| Don R. Cameron                       | 2001 |              |
| Frank C. Carlucci                    | 1983 |              |
| Raymond Castellani                   | 1995 |              |
| Raymond G. Chambers                  | 2008 |              |
| Betty Kwan Chinn                     | 2010 |              |
| Cynthia M. Church                    | 2010 |              |
| Roberto Clemente                     | 1973 | (posthumous) |
| Bruce Cole                           | 2008 |              |
| Charles Colson                       | 2008 |              |
| Mary Jo Copeland                     | 2012 |              |
| Carol Coston, O.P.                   | 2001 |              |
| Archibald Cox                        | 2001 |              |
| Chester A. Crocker                   | 1989 |              |
| Arthur Culvahouse Jr.                | 1989 |              |
| Rachel Davino                        | 2012 | (posthumous) |
| Joe Delaney                          | 1983 | (posthumous) |
| Charles DeLisi                       | 2001 |              |
| Bob Dole                             | 1989 |              |
| Michael Dorman                       | 2012 |              |
| General Wayne A. Downing, USA (Ret.) | 2008 |              |
| Samuel Nelson Drew                   | 1995 | (posthumous) |
| Kenneth M. Duberstein                | 1989 |              |
| Lawrence Eagleburger                 | 1991 |              |
| Vijaya Lakshmi Emani                 | 2011 | (posthumous) |
| Jaime Escalante                      | 1988 |              |
| Mike Feinberg                        | 2008 |              |
| Edwin J. Feulner                     | 1989 |              |
| Arnold Fisher                        | 2008 |              |
| Max M. Fisher                        | 1989 |              |
| Zachary Fisher                       | 1995 |              |
| Marlin Fitzwater                     | 1993 |              |
| John P. Foley, S.J.                  | 2008 |              |
| Malcolm S. Forbes                    | 1989 |              |
| Donald R. Fortier                    | 1989 | (posthumous) |
| Robert C. Frasure                    | 1995 | (posthumous) |
| Robert M. Gates                      | 1992 |              |
| Robert P. George                     | 2008 |              |
| Susan Retik Ger                      | 2010 |              |
| Dana Gioia                           | 2008 |              |
| Maria Gomez                          | 2012 |              |
| C. Boyden Gray                       | 1993 |              |
| Jack Greenberg                       | 2001 |              |
| Elinor C. Guggenheimer               | 1997 |              |
| Richard N. Haass                     | 1991 |              |
| Dorothy Height                       | 1989 |              |
| Charlton Heston                      | 1989 |              |
| David Hermelin                       | 2000 | (posthumous) |
| John S. Herrington                   | 1989 |              |
| Samuel J. Heyman                     | 2008 |              |
| Colonel William R. (Rich) Higgins    | 1992 | (posthumous) |
| David D. Ho                          | 2001 |              |
| Dawn Hochsprung                      | 2012 | (posthumous) |
| Don Hodel                            | 1989 |              |
| Mary K. Hoodhood                     | 2010 |              |
| Leamon Hunt                          | 1984 |              |
| Janice Jackson                       | 2012 |              |
| Pamela Green Jackson                 | 2012 |              |
| Bernice Young Jones                  | 1996 |              |
| I. King Jordan                       | 2001 |              |
| Herman Kahn                          | 1989 | (posthumous) |
| Max Kampelman                        | 1989 |              |
| Dennis Keogh                         | 1984 | (posthumous) |
| Richard James Kerr                   | 1991 |              |
| Robert M. Kimmitt                    | 1991 |              |
| Russell Kirk                         | 1989 |              |
| Lane Kirkland                        | 1989 |              |
| Wendy Kopp                           | 2008 |              |
| Joseph C. Kruzel                     | 1995 |              |
| Donald W. Landry                     | 2008 |              |
| Janice Langbehn                      | 2011 |              |
| Patience Lehrman                     | 2012 |              |
| Dave Levin                           | 2008 |              |
| Anthony Lewis                        | 2001 |              |
| Alan Lovelace                        | 1981 |              |
| Jeanne Manford                       | 2012 |              |
| Adair Margo                          | 2008 |              |
| Robert S. Martin                     | 2008 |              |
| John O. Marsh, Jr.                   | 1989 |              |
| Andrew W. Marshall                   | 2008 |              |
| Martin Mathews                       | 1981 |              |
| Oseola McCarty                       | 1995 |              |
| Kimberly McGuiness                   | 2010 |              |
| Richard Meadows                      | 1995 | (posthumous) |
| Bob Michel                           | 1989 |              |
| Jeffery L. Miller                    | 2008 |              |
| Billy Mills                          | 2012 |              |
| Irene Morgan                         | 2001 |              |
| Erwin Morse                          | 2008 |              |
| Constance Baker Motley               | 2001 |              |
| Jorge Muñoz                          | 2010 |              |
| Anne Marie Murphy                    | 2012 | (posthumous) |
| William H. Natcher                   | 1994 |              |
| Lisa Nigro                           | 2010 |              |
| David Paton                          | 1987 |              |
| Claiborne Pell                       | 1994 |              |
| Pete Peterson                        | 2000 |              |
| Mary Ann Phillips                    | 2010 |              |
| General Colin Powell USA (Ret)       | 1989 |              |
| Donald E. Powell                     | 2008 |              |
| Elizabeth Cushman Titus Putnam       | 2010 |              |
| Anne-Imelda M. Radice                | 2008 |              |
| Arnold Lewis Raphel                  | 1989 | (posthumous) |
| Susan Retik                          | 2010 |              |
| Rozanne L. Ridgeway                  | 1989 |              |
| Helen Rodriguez-Trias                | 2001 |              |
| Adele Rogers                         | 1973 |              |
| John F. W. Rogers                    | 1985 |              |
| Edward L. Rowny                      | 1989 |              |
| Edward Roybal                        | 2001 |              |
| Robert Rubin                         | 2001 |              |
| Warren Rudman                        | 2001 |              |
| Charles Ruff                         | 2001 | (posthumous) |
| Myrtle Faye Rumph                    | 2010 |              |
| Lauren Rousseau                      | 2012 | (posthumous) |
| Elbert Rutan                         | 1986 |              |
| Richard Rutan                        | 1986 |              |
| Rabbi Arthur Schneier                | 2001 |              |
| Timothy R. Scully, C.S.C.            | 2008 |              |
| Eli J. Segal                         | 2001 |              |
| John F. Seiberling                   | 2001 |              |
| John Sengstacke                      | 2001 | (posthumous) |
| Mary Sherlach                        | 2012 | (posthumous) |
| Terry Shima                          | 2012 |              |
| The Rev. Fred L. Shuttlesworth       | 2001 |              |
| Gary Sinise                          | 2008 |              |
| Victoria Leigh Soto                  | 2012 | (posthumous) |
| Larry Speakes                        | 1987 |              |
| Stuart K. Spencer                    | 1989 |              |
| Adrian St. John                      | 1995 |              |
| William Howard Taft IV               | 1989 |              |
| Elizabeth Taylor                     | 2001 |              |
| Edward Teller                        | 1989 |              |
| Strom Thurmond                       | 1989 |              |
| Richard H. Truly                     | 1989 |              |
| Armando Valladares                   | 1989 |              |
| John Volpe                           | 1983 |              |
| Vernon A. Walters                    | 1989 |              |
| Admiral James D. Watkins, USN (Ret.) | 2008 |              |
| Raymond Weeks                        | 1982 |              |
| Geo. J. Weiss Jr.                    | 2010 |              |
| John C. Whitehead                    | 1989 |              |
| Charles Z. Wick                      | 1989 |              |
| Marion Wiesel                        | 2001 |              |
| Harris Wofford                       | 2012 |              |
| Robert L. Woodson, Sr.               | 2008 |              |
| Patrisha Wright                      | 2001 |              |
| Joseph R. Wright, Jr.                | 1989 |              |
| Sidney R. Yates                      | 1993 |              |
| Jeana Yeager                         | 1986 |              |
| Tony Zale                            | 1990 |              |

Hubert Dickey Ballantine e Martin Mathews foram premiados juntamente com a Citizens Medal de 1981 como fundadores do Mathews-Dickey Boy's Club.
Os professores Rachel Davino, Anne Marie Murphy, Lauren Rousseau e Victoria Soto e os administradores escolares Mary Sherlach e Dawn Hochsprung, que morreram no tiroteio na escola primária de Sandy Hook defendendo seus alunos, foram premiados juntamente com a Citizens Medal de 2012 postumamente.